# 中村浩美
中村 浩美（、1946年2月8日 -）は、日本の航空・宇宙ジャーナリスト。航空ジャーナル社元社長の青木日出雄はおじ。

## 経歴
北海道札幌市生まれ。北海道札幌旭丘高等学校、同志社大学法学部法律学科（国際法専攻）卒業。札幌市役所勤務、航空ジャーナル編集長を経て、1984年から宇宙・航空分野のジャーナリストとして独立。
宇宙開発委員会専門委員、原子力委員会専門委員などを歴任する。航空、宇宙開発、国際関係論など扱う分野は広い。TBSラジオ「全国こども電話相談室」のレギュラー回答者。

## 著作
- 『スペースシャトル 現地取材によるNASAからの最新レポート』グラフ社 1983
- 『飛行機の雑学』グラフ社雑学シリーズ　1984
- 『空飛ぶ巨大技術ジャンボ』講談社現代新書　1986
- 『あした宇宙へ 日本人の宇宙開拓』広済堂出版 1991
- 『旅客機雑学ノート :フライ・ハイー空の旅がもっと楽しくなる本』ダイヤモンド社 1995　のち「旅客機大全」新潮文庫
- 『火星雑学ノート 人類は赤い星をめざす 火星ミッション最前線』ダイヤモンド社 1997
- 『飛行機王国アメリカ探訪』NTT出版 気球の本 1998
- 『最新宇宙開発がよくわかる本 「人類、月に立つ」から30年。近未来計画とこれからの夢。』中経出版 1999
- 『読んで愉しい旅客機の旅』光文社新書　2003
- 『YS-11世界を翔けた日本の翼』祥伝社新書　2006
- 『ひこうき』新版 監修・文 青木勝写真 小学館 2006 フォト絵本
- 『飛行機をめぐる冒険』ポプラ社 2009

### 共編著
- 『ハレー彗星を探る! ハレー彗星探査計画のすべて』責任編集 航空ジャーナル社 1986
- 『衛星情報が世界を変えた 冷戦後のパワープレイ ボーダレス情報が戦争抑止力となる時代』坂田俊文共著 徳間ブックス 1991

### 翻訳
- メラニー・メルトン『ブラックホールは宇宙を滅ぼすか? 知りたかった天文・宇宙101の疑問』東海大学出版会 1998

## メディア

### テレビ番組
| 期間       | 期間           | 番組名                               | 役職             |
| ---------- | -------------- | ------------------------------------ | ---------------- |
| 1986年10月 | 1998年3月      | ほっとないとHOKKAIDO（北海道放送）   | 司会             |
| 1988年10月 | 1992年10月15日 | こだわりTV PRE★STAGE（テレビ朝日系） | 木曜日担当司会   |
| 1990年10月 | 1993年3月      | TXNニュースワイド11（テレビ東京系）  | メインキャスター |

### 広告
- 北海道電力 - プルサーマル計画の紹介